# Аод Большой мак Феардорха О’Нейлл
Хью О’Нилл, так известен как «Великий граф» (Аод Мор мак Фэрдорха О’Нейлл (ирл. Aodh Mór mac Feardorcha Ó Néill; ок. 1550 — 20 июля 1616) — граф Тирон (1587—1607), последний король ирландского королевства Тир Эогайн в Ольстере (1593—1607), второй сын Мэттью О’Нилла, 1-го барона Данганнона (ум. 1558) и внук Конна Бакаха О’Нилла (ок. 1480—1559), короля Тир Эогайна и 1-го графа Тирона. Хью О’Нилл руководил восстанием в Ирландии против английского господства, известного как «Девятилетняя война» (1594—1603).

## Ранние годы
Хью О’Нилл был вторым сыном Мэттью (Фэрдохры) О’Нилла (ок. 1520—1558), 1-го барона Данганнона (1542—1558), незаконнорождённого сына Конна Бакаха О’Нилла (ок. 1480—1559), короля Тир Эогайна (1519—1559) и 1-го графа Тирона (1542—1559). Матерью Хью была Джоан Магуайр (ум. 1600), дочь Константина Магуайра.
В 1542 году английский король Генрих VIII Тюдор пожаловал королю Тир Эогайна Конну Бакаху О’Ниллу титул графа Тирона и пэра Ирландии, а его незаконнорождённый сын (бастард) Мэттью получил титул барона Данганнона и право на наследование графского титула после смерти своего отца. Это вызвало недовольство Шейна О’Нилла (ок. 1530—1567), законного сына Конна Бакаха от первого брака. В 1558 году Мэттью О’Нилл был убит людьми своего сводного брата Шейна, а в 1559 году скончался Конн Баках О’Нилл, 1-й граф Тирон. Новым главой клана О’Нилл и королём Тир Эогайна стал его законный сын Шейн О’Нилл (1559—1567). Английское правительство, поддерживавшее права сыновей убитого Мэттью, отказалось признавать Шейна лидером клана О’Нилл и правителем Ольстера. У Мэттью было четверо сыновей (Бриан, Хью, Кормак и Арт). После его гибели в 1558 году титул барона Данганнона унаследовал его старший сын Бриан О’Нилл (1558—1562). В 1562 году Бриан О’Нилл попал в засаду и был убит танистом Турлохом Луйнехом О’Ниллом, действовавшим по приказу Шейна О’Нилла. Титул барона Данганнона унаследовал его младший брат Хью О’Нилл (ок. 1550—1616). Хью О’Нилл с 1559 года воспитывался в Пейле в английской семье Ховеден. В 1567 году после гибели своего дяди Шейна О’Нилла Хью вернулся в Ольстер, пользуясь поддержкой и покровительством сэра Генри Сидни, английского наместника в Ирландии. После смерти Шейна новым главой клана О’Нилл и королевства Тир Эогайн стал его родственник и бывший танист Турлох Луйнех О’Нилл (1567—1593), который не был признан английскими властями в качестве законного графа Тирона. Английские власти поддерживали Хью О’Нилла в качестве законного претендента на графский титул. В 1580 году во время Второго восстания Десмонда в Манстере Хью О’Нилл на стороне англичан сражался против Джеральда Фицджеральда, 15-го графа Десмонда. В 1584 году он помогал английскому наместнику, сэру Джону Перроту, против шотландцев в Ольстере.
В 1585 году Хью О’Нилл был вызван на заседания парламента в Дублине в качестве графа Тирона, а в 1587 году после визита в Англию он был признан королевой Елизаветой Тюдор в качестве законного графа Тирона в Ольстере. В 1593 году Турлех Луйнех О’Нилл отказался от престола в пользу своего соперника Хью О’Нилла, пользовавшегося поддержкой Англии.
В 1590 году сэр Генри Багнолл был назначен верховным комиссаром в Ольстере и главнокомандующим армии в Ирландии. В 1591 году Хью О’Нилл вызвал гнев Генри Багнолла, тайно сбежав с его сестрой Мэйбл Багнолл, с которой он вступил в брак. В 1593 году Хью О’Нилл показал свою лояльность по отношению к короне, приняв участие в разгроме армии своего родственника, Хью Магуайра, лорда Ферманы, в битве при Беллике. После смерти своей первой жены Мэйбл Хью О’Нилл перешел в оппозицию к английской короне и стал искать помощи в Испании и Шотландии.

## Девятилетняя война (1594—1603)
В 1594 году Хью О’Нилл, граф Тирон, заключив союз с рядом ирландских племенных вождей, начал восстание против английского владычества в Ирландии. Английское правительство объявило его изменником и начало военные действия. Несмотря на традиционную вражду с кланом О’Доннел, граф Тирон вступил в союз с Хью О’Доннелом, графом Тирконнелла. Графы Тирон и Тирконнелл организовали так называемую Северную лигу, в которую вошло большинство вождей ирландских провинций. Готовясь к войне, Лига собрала значительные запасы продовольствия, закупила оружие и снаряжение, создала армию по типу английской, произвела массовое военное обучение населения, установила связи с Испанией. Хью (Гуг) О’Нилл, граф Тирон, был избран главнокомандующим армии Лиги и принял прежнее имя — О’Нилл, подчеркнув тем самым свои древние права на верховную власть в Ольстере. Современники выводили род О’Нила от Уи Нейллов, претендовавших на титул верховного короля Тары и всей Ирландии.
25-27 марта 1595 года графы Тирон и Тирконнелл разгромили небольшое английское войско под командованием маршала сэра Генри Багнолла (1750 чел.) в битве при Клонтибрете (между Армой и Монагананом). Графы вступили в переговоры с королём Испании, предложив  Филиппу II Габсбургу принять корону Ирландии, но он отказался. В апреле 1596 года Филипп II обещал оказать помощь графу Тирону в борьбе против английского владычества в Ирландии.
Сначала война велась с переменным успехом, главным образом в графствах Антрим и Монахан. Граф Тирон продолжал просить у Испании помощь оружием, снаряжением и деньгами, а в 1596 году начал с англичанами переговоры о мире. Однако, помощь из Испании позволила ему снова начать наступательные действия. 15 августа 1598 года войска Северной лиги (4500 пехотинцев и 600 всадников) в битве на реке Блекуотер у Жёлтого брода (в графстве Арма) разгромили основные силы английской армии в Ирландии под предводительством маршала Генри Багнолла (4500 пехотинцев и 500 всадников). В сражении было убито более тысячи английских солдат и офицеров. Среди них сам главнокомандующий — сэр Генри Багнолл. «Это самая крупная потеря, а также позор, которые королева переживала в своё царствование» — так оценивал это сражение один из лондонских купцов. Ирландские потери оценивались в 200 убитых и 600 раненых.
Положение англичан было тяжелым: восстал ряд кланов в провинции Манстер (а также О’Конноры и О’Муры в Лейнстере). Войска Северной лиги имели большие запасы продовольствия. Папа римский и испанский король готовили вторжение своих войск в Ирландию. Хью О’Нил назначал своих сторонников в качестве вождей и графов по всей Ирландии, в частности Джеймс Фицтомас Фицджеральд стал графом Десмондом, Флоренс Маккарти - главой клана Маккарти Мор. Численность повстанцев в Манстере достигала девяти тысяч человек. Ирландцы стали изгонять со своих земель английских колонистов.
Весной 1599 года английская королева Елизавета Тюдор отправила в Ирландию своего фаворита, Роберта Деверё, графа Эссекса, во главе 22-тысячной армии для подавления восстания. Граф Эссекс по прибытии в Ирландию сообщал Елизавете о целях восставших: «Они не имеют другой цели, как сбросить иго покорности Вашему Величеству и вырвать с корнем всякое воспоминание об английской нации в этом королевстве». Граф Эссекс предпринял длительный поход в Манстер, но затем потерпел поражение в Ольстере от войск Северной Лиги. После неудачных действий против повстанцев граф Эссекс вступил в переговоры с предводителями восстания. 7 сентября 1599 года под Лагеном было заключено перемирие. Осенью того же 1599 года граф Эссекс был отозван королевой в Англию и казнён по обвинению в заговоре.
В январе 1600 года граф Тирон предпринял поход на провинцию Манстер, где разорил плантации английских владельцев. Но пока граф Тирон находился в Манстере, английские войска начали активные наступательные действия из Пейла. До этого в Ирландию были направлены большие подкрепления и сменено командование, новым ирландским наместником был назначен сэр Чарльз Блаунт, 8-й барон Маунтжой, а военным губернатором Манстера — Джордж Кэрью. Барон Маунтжой попытался разгромить Тирона ещё на равнинах Манстера: он расположил на границе Пейла военные отряды и начал наступление на Манстер, выделив соответствующие силы, которые должны были отрезать путь отступления Тирону в Ольстер. Но Тирону благодаря стремительным переходам удалось прорваться в Ольстер и избежать разгрома. Тогда Маунтжой и Кэрью совершили карательные походы против восставших вождей в Лейнстере и Манстере и, оттеснив продолжавшие сопротивление отряды повстанцев в горы и леса, привели эти две провинции к покорности. Но Тирону все же удалось закрепиться в труднодоступных горных районах Ольстера, и все попытки разгромить его оказались безуспешными. В мае 1600 года сэр Генри Доквра с небольшим отрядом укрепился в Дерри, в тылу Хью О’Нила. Осаждённый в Ольстере Тирон продолжал получать морским путём из Испании оружие, снаряжение и золото. Прибыли также два папских легата с правом выдавать ирландцам, сражавшимся с англичанами, индульгенции — грамоты об отпущении грехов; они привезли О’Нилу торжественные знаки папской милости к нему как защитнику католической веры от англичан-протестантов.
В октябре 1601 года на юге Манстера высадился испанский вспомогательный отряд (3500 чел.) под командованием генерала дона Хуана де Агилы, который занял город Кинсейл. Значительная группа вождей Манстера сразу же присоединилась к испанцам, другие стали соблюдать нейтралитет. Таким образом, возникла угроза соединения армии повстанцев на севере с испанскими войсками и повстанцами в Манстере. Учитывая это, лорд Чарльз Маунтжой вместе с главными силами английской армии поспешил к Кинсейлу, намереваясь разгромить испанский отряд ещё до его соединения с силами Тирона, Кэрью со своими отрядами должен был удерживать Тирона в Ольстере. Но Тирону удалось пробиться в Манстер и в конце ноября блокировать войска Маунтжоя, осаждавшие Кинсейл. По требованию осажденных в Кинсейле испанцев 23 декабря началось решающее сражение Тирона с английскими войсками, в ходе которого испанцы не смогли оказать ему помощи. В результате войска Тирона были разгромлены, и ему пришлось с остатками своей армии снова отойти в Ольстер. Испанский отряд в Кинсейле капитулировал на условиях свободного пропуска его в Испанию. Поражение в битве под Кинсейлом было катастрофой для Хью О’Нила, его шансы на победу в войне были окончательно подорваны.
Хью О’Доннел, граф Тирконнелл, ближайший соратник Хью О’Нилла и второй предводитель восстания, отправился в Испанию для дополнительной помощи, и там он вскоре скончался (возможно, был отправлен английским агентом). Потерпев поражение под Кинсейлом, Хью О’Нилл смог прорваться на север в Ольстер. В 1601—1602 годах английские войска уничтожили посевы и скот в Ольстере. Многие ирландские лорды изменили ему и перешли на сторону английского командования. Хью О’Нилл был блокирован в Тироне с трёх сторон, против него действовали войска Генри Доквры из Дерри, Артура Чичестера из Каррикфергуса и лорда Маунтжоя из Дандалка. В июне 1602 года Хью О’Нилл сжёг свою резиденцию — город Данганнон (столицу рода О’Нилл), а сам отступил со своими сторонниками в Гленкойнский лес, где приготовился к обороне. В начале 1603 года королева Елизавета Тюдор поручила лорду Маунтжою начать мирные переговоры с графом Тироном.
24 марта 1603 года скончалась королева Англии Елизавета Тюдор. 27 марта лорд Маунтжой получил информацию о смерти королевы, но скрывал её до 5 апреля. 30 марта 1603 года в Меллифонтском аббатстве, близ Баллимасканлана, был заключён Меллифонтский мирный договор между Хью О’Ниллом и английским главнокомандующим, лордом Маунтжоем. Хью О’Нилл сохранил титул графа Тирона и свои владения в провинции Ольстер. В июне 1603 года Хью О’Нилл в сопровождении Рори О’Доннела, нового графа Тирконнелла, прибыл в Лондон, где был принят новым английским королём Яковом I Стюартом, преемником Елизаветы Тюдор. Яков Стюарт признал Хью О’Нилла и Хью О’Доннела графами Тирона и Донегала.

## Бегство графов
За время Девятилетней войны Ирландии был причинён значительный ущерб. «Вся страна опустошена, те, кто избежал меча, погибли от голода», — сообщается в одном официальном документе. «Вашему Величеству не над чем повелевать в этой стране, разве только над кучами пепла и трупами», — писал лорд Маунтжой королеве Елизавете.
Английские власти не оставляли свои планов о полной колонизации Ирландии. В 1607 году в парламент в Дублине было подброшено анонимное письмо, в котором сообщалось о подготовке нового ирландского восстания. В листе не отмечалось ни одного имени, но утверждалось о причастности Хью О’Нилла и Рори О’Доннела к подготовке восстания. Позже было доказано, что эту провокационную фальшивку составил английский барон Кристофер Лоуренс. Хью О’Нилл и Рори О’Доннелл поняли, что их собираются убить и готовят расправу над другими ирландскими аристократами и вождями кланов. В это время сын Хью О’Нилла — Генри сообщил отцу, что подготовил корабль в заливе Суилли для побега в Европу. Письмо от сына Хью О’Нилл получил, когда он с английским наместником Артуром Чичестером посещал Слейн в графстве Мит. Не сказав Чичестеру ни слова, он покинул его и отправился в Гарета Мора в Мелифонт. Затем неожиданно попрощавшись с семьей Мора он отправился в деревню Ратмаллан в заливе Лох-Суилли, где его ожидал французский корабль. На корабль сели 99 ирландских аристократов с семьями «оставив своих лошадей на берегу без присмотра» и 4 сентября 1607 года отправились в Испанию. Шторм заставил их причалить к берегу в устье Сены во Франции. Французский король Генрих IV Бурбон их любезно принял. Затем ирландцы отправились в Рим, где получили убежище от имени папы римского и короля Испании.
Исследователи предполагают, что у бегства графов было больше одной причины: так, ходили слухи о сговоре Хью О’Нилла с испанцами. Кроме того, религиозная политика английского короля Якова приняла карательный характер: католиков, составлявших большинство сторонников Хью, штрафовали за нонконформизм. Так или иначе, английское давление усиливалось. После бегства графов о нем было сложено немало легенд.
Рори О’Доннел умер 30 июля 1608 года, а Хью О’Нилл скончался 20 июля 1616 года в Риме. После бегства графов Тирона и Тирконнелла их владения в Ольстере были конфискованы английской короной.

## Семья
Хью О’Нилл был женат четыре раза. Его первой женой стала Кэтрин О’Нил, дочь Бриана мак Фелима О’Нила (ум. 1575). После развода с первой женой вторично женился на Джоан (Шевонн) О’Доннелл (ум. 1591), дочери сэра Аода О’Доннелл. В августе 1591 года в третий раз женился на Мэйбл Багнолл (ум. 1595), дочери сэра Николаса Богнолла и Элеоноры Гриффит. В четвёртый раз он женился на Кэтрин Мадженнис (ум. 1618).
Дети от второго брака:
- Маргарет О’Нилл (ум. 1655), жена Ричарда Батлера, 3-го виконта Монтгаррета
- Сара O’Нилл (ум. 1640), муж с 1623 года Артур Мадженнис, 1-й виконт Мадженнис
- Элис O’Нилл (ок. 1583—1663), жена Рэндала Мака Сорли Мак Доннела, 1-го графа Антрима (ум. 1636)
- Хью O’Нелл, 4-й барон Данганнон (ок. 1585—1609)
- Генри O’Нилл (ок. 1586—1617)

Дети от четвёртого брака:
- Шейн O’Нилл (1599—1641), титулярный 3-й граф Тирон (с 1616)
- Конн O’Нилл (1601—1622)
- Бриан О’Нилл (1604—1617)

Кроме законных детей, у графа Тирона также было несколько незаконнорождённых детей: сыновья Турлох и Конн, а также две дочери.